# Villard-Sallet
Villard-Sallet är en kommun i departementet Savoie i regionen Auvergne-Rhône-Alpes i sydöstra Frankrike. Kommunen ligger i kantonen La Rochette som tillhör arrondissementet Chambéry. År 2022 hade Villard-Sallet 297 invånare.

## Befolkningsutveckling
Antalet invånare i kommunen Villard-Sallet
| Referens: INSEE |